# Градище-над-Првачино
Градище-над-Првачино (словен. Gradišče nad Prvačino) — поселення в общині Нова Гориця, Регіон Горишка, Словенія. Висота над рівнем моря: 121,7 м. Розташоване в долині річки Віпава.